# Stonewall (Organisation)

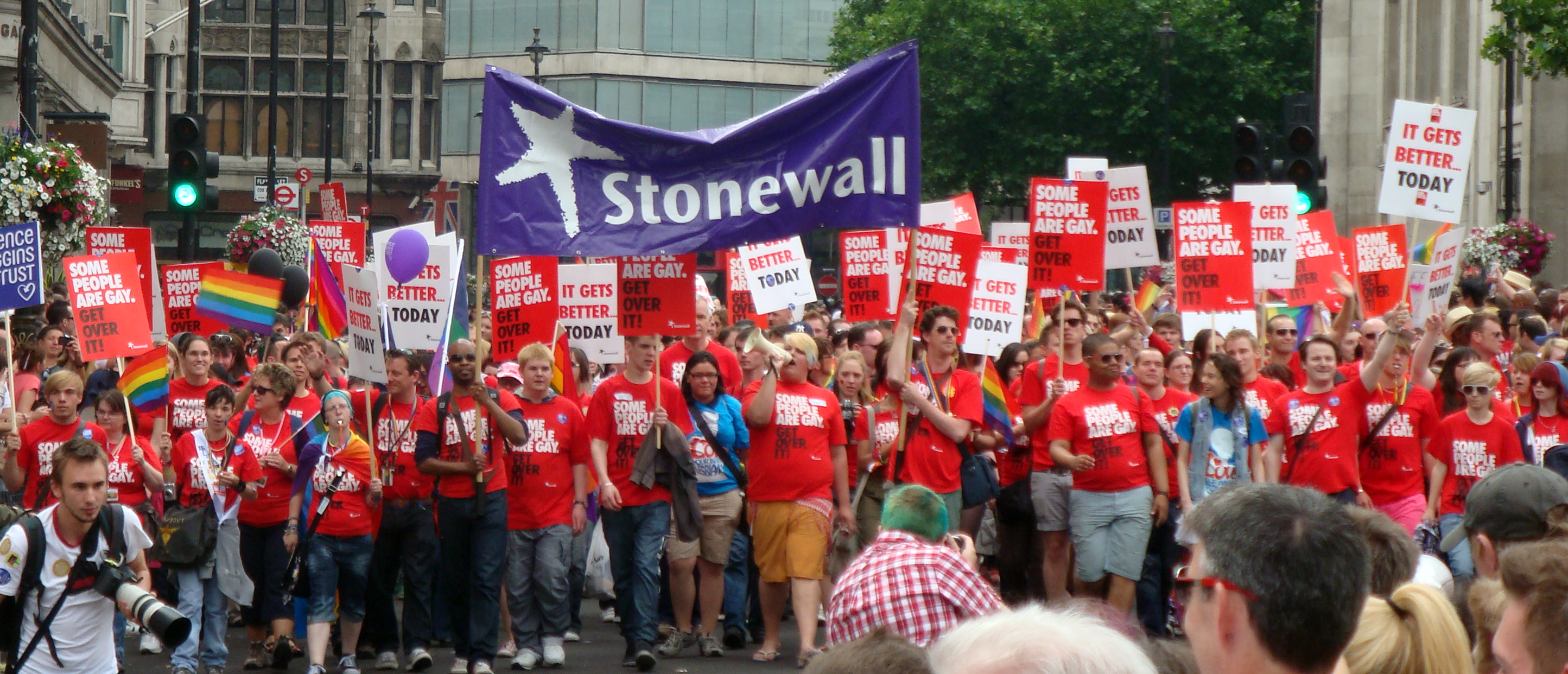
Stonewall UK Gruppe (Pride London 2011)

Stonewall ist eine der bekanntesten und bedeutendsten Organisationen im Einsatz für LGBT-Rechte im Vereinigten Königreich mit Sitz in London. Benannt wurde die Organisation nach dem Stonewall Inn (New York City, USA), wo 1969 Auseinandersetzungen zwischen Polizisten und Homosexuellen (Stonewall-Aufstand) stattfanden.
Die Organisation wurde 1989 von LGBT-Aktivisten der Labour Party gegründet, die zur Aufhebung des Gesetzes Clause 28 Lobbyarbeit betrieben. Prominente wie Sir Ian McKellen, Michael Cashman und Duncan Campbell gehörten zu ihren Gründern. Von 1992 bis 2002 führte Angela Mason die Organisation, die für ihre Arbeit mit dem Order of the British Empire ausgezeichnet wurde. Stonewall wurde bis 2019 von Ruth Hunt geleitet. Seitdem ist Nancy Kelley Präsidentin. Büros der Organisation befinden sich in London, im schottischen Edinburgh und Glasgow sowie im walisischen Cardiff und Bangor.
Stonewall unterstützte verschiedene Gerichtsverfahren:
- Der Teenager Chris Morris, welcher erfolgreich die unterschiedlichen Gesetze zum Schutzalter anfechten konnte.
- Duncan Lustig-Prean, Jeanette Smith, Graham Grady, John Becket, welche die Aufnahme homosexueller Soldaten in das britische Militär erstritten.
- Lisa Grant, die gegen ihren Arbeitgeber South West Trains gleiche Bezahlung und Vergütung erstritt.

Seit dem Regierungsantritt unter Tony Blair (Labour Party) gelang es der Organisation, einige erfolgreiche Gesetzesvorhaben zu unterstützen und durch Lobbyarbeit zu begleiten:
- die Aufhebung des Gesetzes Clause 28 (2003)
- die Anerkennung von Anti-Gay-Hassverbrechen (2003)
- die Einführung der eingetragenen Partnerschaft (2004)
- die Einführung eines Antidiskriminierungsgesetzes im Arbeits- und Zivilrecht (2006)

Darüber hinaus arbeitet Stonewall mit rund 300 der größten britischen Arbeitgeber (u. a. IBM, Credit Suisse, Royal Navy) zusammen und bietet deren schwulen und lesbischen Angestellten Beratung und Unterstützung an. Außerdem wurde zusammen mit 70 anderen Organisationen im Jahr 2005 die Kampagne Bildung für alle (Education for All) ins Leben gerufen, mit der homophobe Übergriffe an britischen Schulen zurückgedrängt werden sollen.